# حامد التقی
حامد بن ادیب التقی (یا محمد حامد) (۱۸۸۲–۱۹۵۸) فقیه حنفی و ادیب عربی سوری بود. آموزگار اسلامی و زبان عربی در برخی مدرسه‌های نبک بود. کتابخانهٔ شخصی‌اش بنا به وصیتش به فرهنگستان زبان عربی در دمشق رسید.